# 134
Évszázadok: 1. század – 2. század – 3. század
Évtizedek: 80-as évek – 90-es évek – 100-as évek – 110-es évek – 120-as évek – 130-as évek – 140-es évek – 150-es évek – 160-as évek – 170-es évek – 180-as évek
Évek: 129 – 130 – 131 – 132 –  133 – 134 – 135 – 136 – 137 – 138 – 139

## Események

### Római Birodalom
- Lucius Julius Ursus Servianust (helyettese áprilistól T. Haterius Nepos, szeptembertől P. Licinius Pansa) és Titus Vibius Varust (helyettese L. Attius Macro) választják consulnak.
- Sextus Julius Severus három légióval partra száll Júdeában és a többi jelenlévő római haderő parancsnokságát is átvéve (összesen hat teljes légió és négy másik segédcsapatai vesznek részt valamilyen szinten a felkelés leverésében) elkezdi a Bar Kohba-féle lázadás felszámolását.
- A rómaiak elfoglalják Jeruzsálemet, majd elkezdik a zsidók erődítményeinek szisztematikus ostromát,
- II. Pharaszmanész ibériai király felbujtására az alánok betörnek a birodalom nyugat-anatóliai provinciáiba, de Arrianus, Kappadókia kormányzója megállítja őket.
- Rómában elkészül a Pons Aelius (ma Angyalhíd).

### Korea
- Meghal Csima, Silla királya. Mivel fia nem született, a trónt a dinasztia egy idősebb tagja, Ilszong örökli.

## Halálozások
- Csima, sillai király

## Fordítás
- Ez a szócikk részben vagy egészben  a(z)   134 című francia Wikipédia-szócikk ezen változatának fordításán alapul.  Az eredeti cikk szerkesztőit annak laptörténete sorolja fel. Ez a jelzés csupán a megfogalmazás eredetét és a szerzői jogokat jelzi, nem szolgál a cikkben szereplő információk forrásmegjelöléseként.